# 바스마치 운동
바스마치 운동(러시아어: Басма́чество 바스마체스트보[*]) 또는 바스마치 봉기는 중앙아시아의 튀르크족이 러시아 제국과 소련에 대해서 반기를 든 운동이다.
이 운동의 근원은 복합적인 반러정서에 있지만 대규모 무력봉기의 시작은 1916년 제1차 세계 대전 도중 러시아 제국의 무슬림 징병으로 인해 반러시아 감정이 폭발하면서 발생한 1916년 중앙아시아 폭력사태로부터 촉발되었다. 한달 후 10월 혁명이 일어나면서 이 폭력사태는 투르키스탄 전역으로 확대되었고, 특히 페르가나 분지를 중심으로 하여 봉기로 발전하였다. 중앙아시아 지역에서 수년동안 게릴라전 및 재래식 야전이 일어났으며, 그동안 반소련 감정과 반러시아 감정이 증가했다.
그 규모는 확실히 컸으나 봉건적이고 보수적인 경향을 띄었기에 자디드 운동가들의 지지는 미미했다. 이후 1920년대 붉은 군대의 주요 전역 승리로 내전이 끝나가고 이슬람에게 경제적 양보를 하는 정책으로 바스마치 운동 및 군사행동에 대한 대중의 지지가 떨어지기 시작했다. 소련의 집단화 정책에 대한 반발로 군사 항쟁을 다시 시작했기도 했지만, 중앙아시아에 대한 소련화 작업이 마무리되면서 바스마치 운동은 끝나게 되었다.

## 같이 보기
- 부하라 작전 (1920년)
- 투르키스탄 민족 해방 운동
- 아프가니스탄 무자헤딘

## 참고 문헌
- Павел Густерин. История Ибрагим-бека. Басмачество одного курбаши с его слов. — Саарбрюккен: LAP LAMBERT Academic Publishing, 2014. — 60 с. — ISBN 978-3-659-13813-3.
- Х. Турсунов: Восстание 1916 Года в Средней Азии и Казахстане. Таshkent (1962)
- Б.В. Лунин: Басмачество Tashkent (1984)
- Яков Нальский: В горах Восточной Бухары. (Повесть по воспоминаниям сотрудников КГБ) Dushanbe (1984)
- Hasan B. Paksoy, "BASMACHI": Turkish National Liberation Movement 1916-1930s, 보관됨 2017-02-01 - 웨이백 머신 Modern Encyclopedia of Religions in Russia and the Soviet Union (FL: Academic International Press) 1991, Vol. 4, pp. 5–20.
- Alexander Marshall: "Turkfront: Frunze and the Development of Soviet Counter-insurgency in Central Asia" in Tom Everett-Heath (Ed.) "Central Asia. Aspects of Transition", RoutledgeCurzon, London, 2003; ISBN 0-7007-0956-8(cloth) ISBN 0-7007-0957-6(pbk.)
- Fazal-ur-Rahim Khan Marwat: The Basmachi movement in Soviet Central Asia: A study in political development., Peshawar, Emjay Books International (1985)
- Marco Buttino: "Ethnicité et politique dans la guerre civile: à propos du 'basmačestvo' au Fergana", '[Cahiers du monde russe et sovietique, Vol. 38, No. 1-2, (1997)
- Marie Broxup: The Basmachi. Central Asian Survey, Vol. 2 (1983), No. 1, pp. 57–81.
- Mustafa Chokay: "The Basmachi Movement in Turkestan", The Asiatic Review Vol.XXIV (1928)
- Sir Olaf Caroe: Soviet Empire: The Turks of Central Asia and Stalinism 2nd ed., London, Macmillan (1967) ISBN 0-312-74795-0
- Glenda Fraser: "Basmachi (parts I and II)", Central Asian Survey, Vol. 6 (1987), No. 1, pp. 1–73, and No.2, pp. 7–42.
- Baymirza Hayit: Basmatschi. Nationaler Kampf Turkestans in den Jahren 1917 bis 1934. Köln, Dreisam-Verlag (1993)
- M. Holdsworth: "Soviet Central Asia, 1917-1940", Soviet Studies, Vol. 3 (1952), No. 3, pp. 258–277.
- Martha B. Olcott: "The Basmachi or Freemen's Revolt in Turkestan 1918-24", Soviet Studies, Vol. 33 (1981), No. 3, pp. 352–369.